# The Talons of Weng-Chiang
A The Talons of Weng-Chiang a Doctor Who sorozat nyolcvanegyedik része, amit 1977. február 26.-a és április 2.-a között vetítettek hat epizódban.

## Történet
A viktoriánus London. Sötét sikátorok, bajlós ködbe burkolózott folyó, kétes alakok, ocsmány csatornalabirintus az utcák alatt... Ide hozza a Doktor Leelát, hogy megismerje ősei városát. Mr. Jago, egy kis színház és varieté tulajdonosa, egy titokzatos kínai hipnotizőrt szerződtet, aki 
megdöbbentő mutatványokkal ámítja el a közönséget. A Doktor és Leela is ide igyekeznének, azonban útközben konfliktusba keverednek néhány gazfickóval, akik egy lepelbe burkolt alakot cipelnek. Nyolc eltűnt fiatal lány, egy kínai hullája a folyóban, megrágott holttestek, a rendőrség csak 
tapogatózik...
A Doktor, valamint Litefoot professzor  rájön hogy rájönnek hogy az egész mögött egy Weng-Chiang-k nevezett alak áll, akinek a valódi neve Magnus Greel és vissza akar térni a saját idejébe egy idődobozzal amivel jött oda. De a Doktor segítségére ott van még Mr. Jago.

## Epizódok listája
| Epizódok sorszáma | Bemutató napja    | Hossza | Nézők száma (millió) |
| ----------------- | ----------------- | ------ | -------------------- |
| 1                 | 1977. február 26. | 24:44  | 11,3                 |
| 2                 | 1977. március 5.  | 24:26  | 9,8                  |
| 3                 | 1977. március 12. | 21:56  | 10,2                 |
| 4                 | 1977. március 19. | 24:30  | 11,4                 |
| 5                 | 1977. március 26. | 24:49  | 10,1                 |
| 6                 | 1977. április 2.  | 23:26  | 9,3                  |

## Könyvkiadás
A könyvváltozatát 1977. november 15.-n adta ki a Target könyvkiadó.

## Otthoni kiadás
- VHS-n 1988-n adták ki.
- DVD-n 2003 áprilisában adták ki.
- iTunes-n 2008. szeptember 2.-n jelent meg.

### Fordítás
- Ez a szócikk részben vagy egészben  a   The_Talons_of_Weng-Chiang című angol Wikipédia-szócikk fordításán alapul.  Az eredeti cikk szerkesztőit annak laptörténete sorolja fel. Ez a jelzés csupán a megfogalmazás eredetét és a szerzői jogokat jelzi, nem szolgál a cikkben szereplő információk forrásmegjelöléseként.